# Corylus yunnanensis
Corylus yunnanensis là một loài thực vật có hoa trong họ Betulaceae. Loài này được (Franch.) A.Camus mô tả khoa học đầu tiên năm 1929.
Nó là một cây nhỏ hoặc cây bụi. Các hoa có hình tam giác hình cánh hoa. Các hạt tròn được bao bọc trong vỏ hình bầu dục rất cứng cáp và có thể ăn được. Cây không được trồng thương mại để lấy hạt, thay vào đó chúng đôi khi được sử dụng làm cây cảnh. Chúng phân bố ở Tây Quý Châu, Hồ Bắc, Tây Nam Tây và Tây Tứ xuyên, và Tây Vân Nam.